# Nicole Mustilli
Nicole L. Mustilli-Lechner (ur. 24 marca 1978) – amerykańska szablistka, złota medalistka mistrzostw świata.
Podczas mistrzostw świata w Budapeszcie w 2000 roku Amerykanki w składzie: Sada Jacobson, Christine Becker, Nicole Mustilli i Mariel Zagunis zdobyły złoty medal w turnieju drużynowym. W rywalizacji indywidualnej zajęła tam 24. miejsce. Na rozgrywanych rok później mistrzostwach świata w Nîmes była piąta drużynowo, a indywidualnie zajęła 21. miejsce.
Nigdy nie wzięła udziału w igrzyskach olimpijskich.